# Varna (huyện)
Varna là một huyện thuộc tỉnh Varna, Bungaria. Dân số thời điểm năm 2001 là 320668 người.